# سوگیتا گنپاکو
سوگیتا گنپاکو ((به ژاپنی: 杉田 玄白 Sugita Genpaku); ۲۰ اکتبر ۱۷۳۳ – ۱ ژوئن ۱۸۱۷) زبان‌شناس، نویسنده، و مترجم اهل ژاپن بود.